# نووزیریانوو
نووزیریانوو (به لاتین: Novozyryanovo) یک منطقهٔ مسکونی در روسیه است که در سرزمین آلتای واقع شده‌است.